# Приют (Голованівський район)
Прию́т — село в Україні, у Надлацькій сільській громаді Голованівського району Кіровоградської області. Населення становить 8 осіб.

## Населення
Згідно з переписом УРСР 1989 року чисельність наявного населення села становила 21 особа, з яких 7 чоловіків та 14 жінок.
За переписом населення України 2001 року в селі мешкало 8 осіб. 100 % населення вказало своєю рідною мовою українську мову.